# Pitcairni nyelv
A pitcairni  (vagy más néven pitkern) nyelv egy angolalapú kreol nyelv, amely a 18. századi angol és a tahiti nyelven alapul. Ez a Pitcairn-szigetek nyelve, melyet szerte a világon száznál kevesebb ember beszél csak. Legközelebbi rokona a Norfolk-szigeteki nyelv (más néven Norfuk), annak pár ezer beszélője van. A pitkern és a norfuk nyelv abban különleges, hogy bár a hazájuk a Csendes-óceánon van, mégis atlanti-kreol nyelvekként tartják őket számon. A nyelvet a szigeteken kívül a környező szigetvilágban beszélik még néhányan (például a Fidzsi-szigeteken) vagy Ausztráliában és Új-Zélandon.

## Története
A Bounty nevű hajón történt lázadás után a lázadás résztvevői megálltak Tahitin, ahonnan 19 tahiti embert vittek magukkal, többségükben nőket. Végül a lakatlan, elhagyatott Pitcairn-szigeteknél kötöttek ki és letelepedtek ott. A tahitiak alig beszéltek angolul és a Bounty legénysége sem nagyon tudott tahitiul. A világtól elvágva valahogy kommunikálniuk kellett egymással. Egy kis idő múlva egy egyedi nyelvet alakítottak ki, amely ötvözi az angol és a tahiti nyelvet.
A pitcairni nyelv kialakulását jelentősen befolyásolták a legénység tagjainak angol dialektusai. Származásuk szerint a Nyugat-Indiákról származtak (ők a karibi patoist - népnyelvet - beszélték), egyikük skót, a vezetőjük, Fletcher Christian pedig művelt brit volt. A beszédükben felbukkantak még geordie és nyugat-angliai nyelvjárási elemek is, mint például a wheetles, azaz „étel” (a victuals „élelem” szóból).
Egyes kifejezések, amelyek ma már nem léteznek az angolban, élnek még a pitcairniben. Főképp az angol hajózási és tengerészeti szókincs tartozik ide. A Hetednapi Adventista Egyház és a King James Biblia is jelentős hatással volt a nyelvükre.
A 19. században néhányan a Norfolk-szigetekre költöztek át, de később részben visszatelepültek a Pitcairn-szigetekre. A pitcairni legtöbb mai beszélője az ekkor visszatelepülők közül kerül ki.

## Kifejezések
| Pitkern                  | Angol                                   | Magyar**                         |
| ------------------------ | --------------------------------------- | -------------------------------- |
| Whata way ye?            | How are you?                            | Hogy vagy? / Jó napot!           |
| About ye gwen?           | Where are you going?                    | Hova mész?                       |
| You gwen whihi up suppa? | Are you going to cook supper?           | Vacsorát fogsz főzni?            |
| I nor believe.           | I don't think so.                       | Nem hiszem.                      |
| Ye like-a sum whettles?  | Would you like some food?               | Kérsz enni?                      |
| Do' mine.                | It doesn't matter.                      | Nem számít.                      |
| Wa sing yourley doing?   | What are you doing? What are you up to? | Mit csinálsz?                    |
| I se gwen ah big shep.   | I'm going to the ship.                  | Megyek a hajóra.                 |
| Humuch shep corl ya?     | How often do ships come here?           | Milyen gyakran jönnek hajók ide? |
| Cooshoo!                 | Good!                                   | Jó!                              |
| Stobbi let I talk.       | Stop and let me say something.          | Hagyd abba, és hagyj beszélni.   |
| You tallin' stolly.      | You're lying.                           | Te hazudsz.                      |
| Yus plum how poo-oo.     | Your bananas are green.                 | A banánjaid zöldek.              |

Megjegyzés: a pitkern helyesírás nem sztenderdizált. Az egyszerűség kedvéért a magyar fordításban tegeződés szerepel**.